# 集英社みらい文庫大賞
集英社みらい文庫大賞（しゅうえいしゃみらいぶんこたいしょう）は、集英社主催の公募文学賞。同社の児童文庫レーベル・集英社みらい文庫の2011年3月創刊に併せて新設された。

## 概要
大賞作品はみらい文庫から刊行される。各賞、正賞は記念品。第1回から第5回までは副賞として大賞に50万円、優秀賞に20万円。第6回より副賞として大賞に100万円、優秀賞に50万円。
募集期間は毎年12月1日から翌年1月31日までの2か月間。期間外の応募は無効としている。
発表は毎年7月5日、みらい文庫公式サイト上で最も早く行われる。続いて集英社発行の情報誌『青春と読書』の8月号誌上で行われる。共に受賞作品紹介・受賞者紹介・選考委員の選評や総評などが掲載される。
第1回は創刊の2011年12月から募集され、翌年2012年7月に発表された。このスケジュールが翌年以降に引き継がれている。
第8回より年二回開催となる。募集期間は11月30日から翌年1月31日までの2か月間。第9回は7月末締め切りの予定。

## 入賞作品一覧
斜字は未刊行。後にシリーズ化された作品については、受賞作（第1巻）の刊行時サブタイトルは割愛している場合がある。また、選考中でデビューした作家については本表より割愛している。
| 回数              | 賞     | タイトル （刊行時表題） | 著者 （刊行時筆名） |
| ----------------- | ------ | --- | ------------------- |
| 第1回 （2012年）  | 大賞   | ロボ☆友 （ロボ☆友 カノンと、とんでもお嬢さま）                                                                                          | 星乃ぬう            |
| 第1回 （2012年）  | 優秀賞 | エレガントなかくれんぼ （スーパーミラクルかくれんぼ!!）                                                                                 | 近江屋一朗          |
| 第2回 （2013年）  | 大賞   | 新古事記伝 （神さま、事件です！登場！カミサマ・オールスターズ）                                                                         | 森三月              |
| 第2回 （2013年）  | 優秀賞 | クレイジードールと満月の夜 （ハロウィン★ナイト！ウィッチ・ドールなんか大キライ!!）                                                      | 相川真              |
| 第3回 （2014年）  | 大賞   | 該当作なし |                     |
| 第3回 （2014年）  | 優秀賞 | オリオン☆スター | かわいつくし        |
| 第3回 （2014年）  | 優秀賞 | 私がアイドルになれない理由。 （わたしがアイドルになれない理由!?）                                                                       | 野々村花            |
| 第3回 （2014年）  | 期待賞 | トイレの（すきまの）花子さん | 一ノ瀬三葉          |
| 第4回 （2015年）  | 大賞   | 該当作なし |                     |
| 第4回 （2015年）  | 優秀賞 | ごしなん！ | 藍沢羽衣            |
| 第4回 （2015年）  | 優秀賞 | 闘うカノン （わたしたちのカノン） | 中村天音            |
| 第5回 （2016年）  | 大賞   | 該当作なし |                     |
| 第5回 （2016年）  | 優秀賞 | 青に叫べよ （生き残りゲーム ラストサバイバル 最後まで歩けるのはだれだ!?）                                                               | 大久保開            |
| 第5回 （2016年）  | 優秀賞 | チリトリさんはそうじの時間に恋をする～南台中☆美化委員長のメモ～                                                                         | 神戸遥真            |
| 第6回 （2017年）  | 大賞   | 該当作なし |                     |
| 第6回 （2017年）  | 優秀賞 | 部活は恋色、変奏曲 | 遠井玲音            |
| 第6回 （2017年）  | 優秀賞 | 実はいっしょに住んでます （渚くんをお兄ちゃんとは呼ばない～ひみつの片思い～）                                                           | 夜野せせり          |
| 第7回 （2018年）  | 大賞   | 該当作なし |                     |
| 第7回 （2018年）  | 優秀賞 | 擬音つかいはフワリと進む （ことばけ！～ツンツンでもふもふな皇子が私のパートナー!?～）                                                   | 衛藤圭              |
| 第7回 （2018年）  | 優秀賞 | パティシエール・ソルシエールとメランコリックプリン （パティシエ＝ソルシエ お菓子の魔法はあまくないっ！ オレ様魔法使いと秘密のアトリエ） | 白井ごはん          |
| 第8回 （2019年）  | 大賞   | 幽霊漫才 | 奥田フミヤ          |
| 第8回 （2019年）  | 大賞   | 泳げ！犬かきくん （スプラッシュ！ぼくは犬かきしかできない）                                                                             | 山村しょう          |
| 第8回 （2019年）  | 優秀賞 | キタローがきた！ | しらきまつ          |
| 第8回 （2019年）  | 優秀賞 | 迷宮教室 （迷宮教室 出口のない悪魔小学校）                                                                                              | あいはらしゅう      |
| 第9回 （2019年）  | 大賞   | 悪魔のパズル （悪魔のパズル なぞのカバンと黒い相棒）                                                                                    | 天川栄人            |
| 第9回 （2019年）  | 優秀賞 | トオルくんはわたしのお母さん!? ～同級生の前世のヒミツ～                                                                                 | 渡辺明日香          |
| 第10回 （2020年） | 大賞   | 該当作なし |                     |
| 第10回 （2020年） | 優秀賞 | 隣人はアイドル！ | 麻辻深佳            |
| 第10回 （2020年） | 優秀賞 | 5年4組失せもの係 | 山本李奈            |
| 第10回 （2020年） | 優秀賞 | 三鬼ょうだいと私 | 七海仁衣            |
| 第11回 （2021年） | 大賞   | ナイショの交換日記 （キミにはないしょ！ あて先ちがい！？の交換日記）                                                                    | 汐月うた            |
| 第11回 （2021年） | 優秀賞 | サクモン！〜楽しいクイズ、完成しました〜                                                                                                | 花月円香            |
| 第12回 （2022年） | 大賞   | 相方なんかになりません！～転校生は、なにわのイケメンお笑い男子!?～ （相方なんかになりません！ 転校生はなにわのお笑い男子！？）          | 遠山彼方            |
| 第12回 （2022年） | 優秀賞 | コスモ☆スケッチ！ （コスモ☆スケッチ ～今日から星座がお仕えします！～）                                                                  | 琴織ゆき            |
| 第13回 （2023年） | 大賞   | 死神はお断りです！ （死神はお断りです! 余命は30日!? 思い出の王子さまを探して）                                                          | 紺谷綾              |
| 第13回 （2023年） | 優秀賞 | まつりかお悩み相談室 （きみの声を聴かせてよ! 氷王子の裏の顔はイケボな配信者!?）                                                         | 甘水さら            |
| 第13回 （2023年） | 優秀賞 | 失恋奨励！恋占い部 | 林果歩              |
| 第14回 （2024年） | 大賞   | 赤い契約書－怪異対策コンサルタント・木更津志穂－ （死にたくないならサインして 裏切り／ニセモノ／狐狗狸）                                | 日部星花            |
| 第14回 （2024年） | 優秀賞 | 99通目のラブレターソングをきみへ （生徒会長は神歌い手!! ラブレターを落としたら告白されました!?）                                        | 道具小路            |
| 第15回 （2025年） | 大賞   | 該当作なし |                     |
| 第15回 （2025年） | 優秀賞 | アクマペイ | ながのたかひろ      |
| 第15回 （2025年） | 優秀賞 | MCとりもも・バトルステージ | くまがいきいろ      |

## 選考委員
- 第1回（2012年） - あさのあつこ・石崎洋司・中村航
- 第2回（2013年）～ 第4回（2015年）- あさのあつこ・石崎洋司・中村航・深沢美潮
- 第5回（2016年） - 豊田巧・集英社みらい文庫編集部
- 第6回（2017年） - 宮下恵茉・集英社みらい文庫編集部
- 第7回（2018年） - 針とら・みずのまい・集英社みらい文庫編集部
- 第8回（2019年）～ - 集英社みらい文庫編集部